# Синакантан (муниципалитет)
Синаканта́н (исп. Zinacantán) — муниципалитет в Мексике, штат Чьяпас, с административным центром в одноимённом посёлке. Численность населения, по данным переписи 2020 года, составила 45 373 человека.

## Общие сведения
Название Zinacantán с языка науатль можно перевести как — обитель летучих мышей.
Площадь муниципалитета равна 194,6 км², что составляет 0,3 % от площади штата, а наиболее высоко расположенное поселение Ялентай, находится на высоте 2493 метра.
Он граничит с другими муниципалитетами Чьяпаса: на севере с Чамулой, на востоке с Сан-Кристобаль-де-лас-Касасом, на юге с Сан-Лукасом и Акалой, на западе с Чьяпа-де-Корсо и Истапой.

## Учреждение и состав
Муниципалитет был образован 23 ноября 1922 года, по данным 2020 года в его состав входит 61 населённый пункт, самые крупные из которых:
| Код INEGI                  | Населённый пункт                                                                      | Численность населения (2005 год) | Численность населения (2010 год) | Численность населения (2020 год) |
| -------------------------- | ------------------------------------------------------------------------------------- | -------------------------------- | -------------------------------- | -------------------------------- |
| 111                        | Всего                                                                                 | 31061                            | 36489                            | 45373                            |
| 0001                       | Синакантан (исп. Zinacantán) 16°45′36″ с. ш. 92°43′25″ з. д. (административный центр) | 3686                             | 3876                             | 5575                             |
| 0011                       | Пасте (исп. Pasté) 16°42′26″ с. ш. 92°44′23″ з. д.                                    | 2886                             | 3777                             | 5256                             |
| 0010                       | Навенчаук (исп. Navenchauc) 16°44′06″ с. ш. 92°46′48″ з. д.                           | 4944                             | 4625                             | 5194                             |
| 0009                       | Начиг (исп. Yaltem) 16°43′50″ с. ш. 92°43′38″ з. д.                                   | 2580                             | 3260                             | 4520                             |
| 0012                       | Патосиль (исп. Patosil) 16°44′59″ с. ш. 92°44′15″ з. д.                               | 1290                             | 1452                             | 1966                             |
| 0003                       | Бочохбо-Альто (исп. Bochojbo Alto) 16°44′05″ с. ш. 92°43′05″ з. д.                    | 1033                             | 1088                             | 1296                             |
| 0018                       | Секентик (исп. Zequentic) 16°43′00″ с. ш. 92°49′35″ з. д.                             | 994                              | 1201                             | 1221                             |
| 0002                       | Апас (исп. Apaz) 16°42′40″ с. ш. 92°47′32″ з. д.                                      | 1453                             | 1485                             | 1101                             |
| 0005                       | Чикинивальво (исп. Chiquinivalvo) 16°42′28″ с. ш. 92°51′04″ з. д.                     | 659                              | 825                              | 1028                             |
| 0064                       | Хеч-Чентик (исп. Jech Chentic) 16°43′50″ с. ш. 92°44′18″ з. д.                        | 558                              | 892                              | 960                              |
| —                          | Прочие                                                                                | 10978                            | 14014                            | 17256                            |
| Названия на карте Генштаба |                                                                                       |                                  |                                  |                                  |

## Экономическая деятельность
По статистическим данным 2000 года, работоспособное население занято по секторам экономики в следующих пропорциях:
- сельское хозяйство и скотоводство — 63,8 % ;
- промышленность и строительство — 17,1 %;
- торговля, сферы услуг и туризма — 16,8 %;
- безработные — 2,3 %.

## Инфраструктура
По статистическим данным 2020 года, инфраструктура развита следующим образом:
- электрификация: 99,3 %;
- водоснабжение: 13,6 %;
- водоотведение: 87,9 %.

## Туризм
Основные достопримечательности: музей Анцетик-Тахтеклум, в котором представлены археологические экспонаты культуры майя; церковь Святого Лоренцо, построенная в колониальный период.